# Фуна
Фуна (*д/н — бл. 893) — 4-й маї (володар) держави Канем в 835—893 роках.

## Життєпис
Син маї Дугу. Близько 835 року успадкував трон. У хроніках описаний як могутній і успішний правитель. Помер близько 893 року в місцині Малані. Хроніка «Гіргам» стверджує, що його поховали в Гані Галака. Владу спадкував син Арху.